# Mócsy András
Mócsy András (Budapest, 1929. május 15. – Budapest, 1987. január 20.) magyar régész, epigráfus, ókortörténész, egyetemi tanár, az MTA tagja (levelező 1973, rendes 1982).

## Életpályája
Mócsy János állatorvos, egyetemi tanár fia. Apja magángyűjteménye keltette fel érdeklődését a régészet iránt. A középiskolát a budapesti Piarista Gimnáziumban végezte. 1947 és 1949 között a Budapesti Tudományegyetemen latin–történelem, majd 1949–51-ben régész–muzeológus hallgató volt. 1951-ben régész-muzeológus, 1959-ben pedig bölcsészdoktori oklevelet szerzett.
1951-től a Magyar Nemzeti Múzeum régészeti osztályán volt gyakornok, majd segédmuzeológus és muzeológus. 1956-ban kandidátusi fokozatot szerzett. 1959-től az ELTE régészeti tanszékén adjunktus, 1962-től docensként, 1969-től egyetemi tanárként irányította a római kor régészetének oktatását. 1968-tól a történelemtudomány (régészet) doktora. 1974–76 között rektorhelyettes. 1977-től a régészeti tanszék vezetője. 1983-tól az ókortörténeti tanszék vezetését is átvette.
Az MTA filozófiai és történeti osztályának elnökhelyettese, 1985-től elnöke volt. Kutatásai kezdetben Pannónia provincia történetére, epigráfiai anyagára és régészeti emlékeire irányultak, később vizsgálatait kiterjesztette a Római Birodalom egészére. Epigráfiai és történeti kutatásaira épülve nevéhez fűződik az ún. budapesti iskola létrehozása, amely a római személynévanyag új szempontú, számítógépes módszereket is felhasználó, történeti elemzésével szerzett nemzetközi hírnevet.
A Dissertationes Pannonicae kiadója, számos hazai és külföldi folyóirat szerkesztőbizottsági tagja. A háromkötetes Erdély története társszerzője és szerkesztője. Az Osztrák Tudományos Akadémia levelező, a Society of Antiquaries tiszteleti, az Osztrák Régészeti Intézet levelező, valamint 1966-tól a Német Régészeti Intézet rendes tagja. Tagja volt a Limeskongresszusok hattagú nemzetközi állandó bizottságának és a Nemzetközi Balkánkutató Társulat Régészeti Állandó Bizottságának. Éveken keresztül látta el az MTA Régészeti Bizottságának titkári feladatait, tagja volt az MTA Régészeti Intézete tudományos tanácsának.

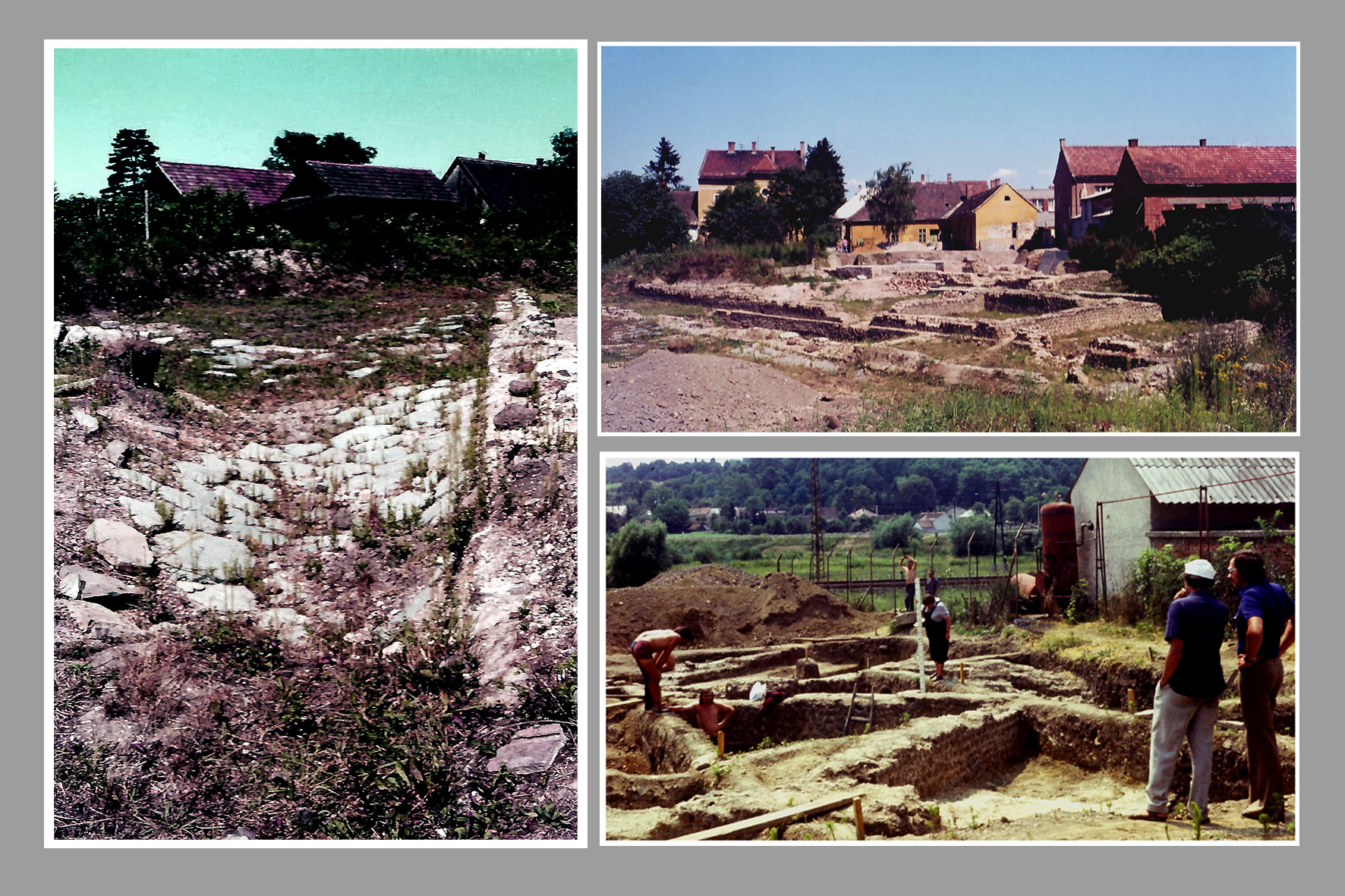
Mócsy András a Municipium Aelium Salla feltárásán (Fotó: KT, 1975)

## Elismerései
- 1971 Akadémiai Díj
- 1983 Állami Díj – A római Pannónia provincia társadalomtörténetének, társadalmi rétegződésének nemzetközileg is elismert, iskolateremtő módszerű kutatásában elért eredményeiért.
- 1986 ELTE Arany Emlékérme
- Kuzsinszky-emlékérem
- Rómer Flóris-emlékérem

## Művei
- 1955 A százhalombatta-dunafüredi római tábor és település, Archaeologiai Értesítő 82/1, 59-69.
- 1959 Die Bevölkerung von Pannonien bis zu den Markomannenkriegen. Budapest (rec. Alföldy András 1960 AAASH XII, 361–363)
- 1963 Pannónia története. Bp. (tsz. Barkóczi László, Bóna István)
- 1970 Gesellschaft und Romanisation in der römischen Provinz Moesia Superior. Budapest–Amsterdam
- 1971 Die römischen Steindenkmäler von Savaria. (tszerk. Szentléleky Tihamér). Budapest
- 1972 Savaria, Scarbantia und die Limes-Strecke Ad Flexum-Arwabona. Amsterdam–Budapest
- 1972 Pannonia Provincia története. Budapest
- 1972/1976 Die römischen Inschriften Ungarns I–II. Budapest–Amsterdam (tsz. Barkóczi László)
- 1974 Pannonia and Upper Moesia. London (ném. London–Boston)
- 1974 Pannónia a korai császárság idején. Budapest
- 1974 Pannónia a késői császárkorban. Budapest
- 1976 Salla, Mogentiana, Mursella, Brigetio. Budapest–Amsterdam
- 1981 Die Spätrömische Festung und das Gräberfeld von Tokod. Budapest
- 1983 Nomenclator (!) provinciarum Europae Latinarum et Galliae Gisalpinae cum indice inverso. Budapest
- 1985 A római név, mint társadalomtörténeti forrás. Budapest
- 1985 Beiträge zur Namenstatistik. Budapest
- 1990 Pannónia régészeti kézikönyve. Budapest (tsz. Fitz Jenő)